# Сейни, Аминату
Аминату Сейни (англ. Aminatou Seyni; род. 24 октября 1996; Ниамей, Нигерия) — спринтер из Нигерии.
Обладательница национальных рекордов Нигерии на дистанциях 200 и 400 метров.
В 2019 году Сейни соревновалась в беге на 100 и 200 метров среди женщин на Африканских играх. Она дошла до полуфинала в беге на 100 метров среди женщин и заняла 4-е место в финальном забеге на 200 метров среди женщин. Сейни участвовала в забеге на 200 метров среди женщин на чемпионате мира по легкой атлетике в этом же году. Но не смогла участвовать в забеге на 400 метров среди женщин из-за правил ИААФ в отношении интерсекс-людей по уровню тестостерона для спортсменок с XY-хромосомами на соревнованиях среди женщин.
В 2020 году Аминату участвовала в забеге на 200 метров среди женщин на летних Олимпийских играх.

## Достижения

### Международные соревнования
| Год  | Турнир                            | Место проведения | Место | Тип соревнования | Время |
| ---- | --------------------------------- | ---------------- | ----- | ---------------- | ----- |
| 2019 | Африканские игры                  | Рабат, Марокко   | 13    | 100 метров       | 11.93 |
| 2019 | Африканские игры                  | Рабат, Марокко   | 4     | 200 метров       | 23.05 |
| 2019 | Чемпионат мира по лёгкой атлетике | Доха, Катар      | 10    | 200 метров       | 22.77 |

### Личные рекорды
| Дата            | Тип соревнования      | Место проведения   | Время |
| --------------- | --------------------- | ------------------ | ----- |
| 22 февраля 2023 | 60 метров в помещении | Мадрид, Испания    | 7.08  |
| 8 июня 2022     | 100 метров            | Сен-Пьер, Маврикий | 11.07 |
| 18 июля 2022    | 200 метров            | Юджин, США         | 21.98 |
| 23 августа 2018 | 400 метров            | Роверето, Италия   | 50.69 |